# Liste des distinctions de M. Pokora
Voici la liste des récompenses et nominations de M. Pokora.

## NRJ Music Awards
| Année               | Travail nommé                    | Catégorie                                      | Résultat   | Réf. |
| ------------------- | -------------------------------- | ---------------------------------------------- | ---------- | ---- |
| 2006                | M. Pokora                        | Révélation francophone de l'année              | Nomination |      |
| 2006                | Elle me contrôle                 | Clip de l'année                                | Lauréat    |      |
| 2006                | Elle me contrôle                 | Chanson francophone de l'année                 | Lauréat    |      |
| 2007                | M. Pokora                        | Artiste masculin francophone de l'année        | Lauréat    |      |
| 2007                | De retour                        | Clip de l'année                                | Lauréat    |      |
| 2011                | M. Pokora                        | Artiste masculin francophone de l'année        | Lauréat    |      |
| 2011                | Juste une photo de toi           | Chanson francophone de l'année                 | Lauréat    |      |
| 2012                | M. Pokora                        | Artiste masculin francophone de l'année        | Lauréat    |      |
| 2012                | À nos actes manqués              | Chanson francophone de l'année                 | Lauréat    |      |
| 2013                | M. Pokora                        | Artiste masculin francophone de l'année        | Lauréat    |      |
| 2013 (15th Edition) | Robin des Bois                   | Groupe/troupe/collectif francophone de l'année | Lauréat    |      |
| 2014                | M. Pokora                        | Artiste masculin francophone de l'année        | Lauréat    |      |
| 2015                | M. Pokora                        | Artiste masculin francophone de l'année        | Lauréat    |      |
| 2017                | M. Pokora                        | Artiste masculin francophone de l'année        | Nomination |      |
| 2019                | M. Pokora                        | Artiste masculin francophone de l'année        | Lauréat    |      |
| 2020                | M. Pokora                        | Artiste masculin francophone de l'année        | Nomination |      |
| 2020                | Si on disait                     | Performance francophone de la soirée           | Lauréat    |      |
| 2021                | M. Pokora & Dadju - Si on disait | Collaboration francophone de l'année           | Nomination |      |
| 2022                | M. Pokora                        | Artiste masculin francophone de l'année        | Nomination |      |
| 2022                | Qui on est                       | Chanson francophone de l'année                 | Lauréat    |      |
| 2023                | Épicentre Tour                   | Tournée francophone de l'année                 | Lauréat    |      |

## ESKA Music Awards
| Année | Travail nommé | Catégorie                    | Résultat | Réf. |
| ----- | ------------- | ---------------------------- | -------- | ---- |
| 2009  | M. Pokora     | World's best male pop artist | Lauréat  |      |

## MTV Europe Music Awards
| Année | Travail nommé | Catégorie                 | Résultat | Réf. |
| ----- | ------------- | ------------------------- | -------- | ---- |
| 2020  | M. Pokora     | Meilleur artiste français | Lauréat  |      |

## W9 d'Or
| Année | Travail nommé | Catégorie         | Résultat | Réf. |
| ----- | ------------- | ----------------- | -------- | ---- |
| 2023  | M. Pokora     | W9 d'Or d'honneur | Lauréat  |      |

## Grands Prix Sacem
| Année | Travail nommé | Catégorie             | Résultat | Réf. |
| ----- | ------------- | --------------------- | -------- | ---- |
| 2021  | Tombé         | Grand Prix de la SDRM | Lauréat  |      |

## M6 Hit Machine d'or
| Année | Travail nommé | Catégorie                               | Résultat | Réf. |
| ----- | ------------- | --------------------------------------- | -------- | ---- |
| 2006  | M. Pokora     | Artiste masculin francophone de l'année | Lauréat  |      |

## Sony Ericsson
| Année | Travail nommé | Catégorie      | Résultat | Réf. |
| ----- | ------------- | -------------- | -------- | ---- |
| 2008  | M. Pokora     | Téléphone d'or | Lauréat  |      |

## NRJ In The Park
| Année | Travail nommé | Catégorie                                    | Résultat | Réf. |
| ----- | ------------- | -------------------------------------------- | -------- | ---- |
| 2008  | M. Pokora     | Prix d'honneur pour son succès international | Lauréat  |      |

## PopCorn Magazine
| Année | Travail nommé | Catégorie                    | Résultat | Réf. |
| ----- | ------------- | ---------------------------- | -------- | ---- |
| 2008  | M. Pokora     | World's best male pop artist | Lauréat  |      |

## Le Ch'ti Award
| Année | Travail nommé | Catégorie                                     | Résultat | Réf. |
| ----- | ------------- | --------------------------------------------- | -------- | ---- |
| 2011  | M. Pokora     | Prix d'honneur pour l'ensemble de sa carrière | Lauréat  |      |
| 2020  | M. Pokora     | Chevalier de l'ordre du welsh des flandres    | Lauréat  |      |

## CCI Alsace Eurométropole
| Année | Travail nommé | Catégorie                                                | Résultat | Réf. |
| ----- | ------------- | -------------------------------------------------------- | -------- | ---- |
| 2024  | M. Pokora     | Trophées de l'Export - Prix du rayonnement international | Lauréat  |      |

## Danse avec les stars
| Année | Travail nommé | Catégorie                   | Résultat | Réf. |
| ----- | ------------- | --------------------------- | -------- | ---- |
| 2011  | M. Pokora     | Vainqueur de la 1re édition | Lauréat  |      |

## On.Earz
| Année | Travail nommé | Catégorie   | Résultat | Réf. |
| ----- | ------------- | ----------- | -------- | ---- |
| 2011  | M. Pokora     | Casque d'or | Lauréat  |      |

## Planète Timbre
| Année | Travail nommé | Catégorie                     | Résultat | Réf. |
| ----- | ------------- | ----------------------------- | -------- | ---- |
| 2012  | M. Pokora     | Chanteur préféré des français | Lauréat  |      |

## Trophée Marianne
| Année | Travail nommé | Catégorie                     | Résultat | Réf. |
| ----- | ------------- | ----------------------------- | -------- | ---- |
| 2012  | M. Pokora     | Chanteur préféré des français | Lauréat  |      |

## Musée Grévin
| Année | Travail nommé | Catégorie              | Résultat | Réf. |
| ----- | ------------- | ---------------------- | -------- | ---- |
| 2013  | M. Pokora     | Main d'or musée grévin | Lauréat  |      |

## World Music Awards
| Année | Travail nommé             | Catégorie                | Résultat   | Réf. |
| ----- | ------------------------- | ------------------------ | ---------- | ---- |
| 2013  | À La Poursuite Du Bonheur | World's best album       | Nomination |      |
| 2013  | M. Pokora                 | World's best male artist | Nomination |      |

## Strasbourg
| Année | Travail nommé | Catégorie                      | Résultat | Réf. |
| ----- | ------------- | ------------------------------ | -------- | ---- |
| 2014  | M. Pokora     | Médaille d'honneur de la ville | Lauréat  |      |

## Kids' Choice Awards
| Année | Travail nommé | Catégorie                        | Résultat | Réf. |
| ----- | ------------- | -------------------------------- | -------- | ---- |
| 2015  | M. Pokora     | Artiste musical français préféré | Lauréat  |      |

## Les Globes
| Année             | Travail nommé | Catégorie                           | Résultat   | Réf. |
| ----------------- | ------------- | ----------------------------------- | ---------- | ---- |
| 2020 (Edition 14) | M. Pokora     | Meilleur acteur de fiction unitaire | Nomination |      |

## La Chanson de l'année
| Année | Travail nommé                    | Catégorie          | Résultat   | Réf. |
| ----- | -------------------------------- | ------------------ | ---------- | ---- |
| 2006  | Elle me contrôle                 | Chanson de l'année | Nomination |      |
| 2012  | On est là                        | Chanson de l'année | Nomination |      |
| 2019  | Les Planètes                     | Chanson de l'année | Nomination |      |
| 2021  | M. Pokora & Dadju - Si on disait | Chanson de l'année | Nomination |      |

## Gulli'Z
| Année | Travail nommé  | Catégorie                 | Résultat   | Réf. |
| ----- | -------------- | ------------------------- | ---------- | ---- |
| 2014  | Rio 2          | Film animé préféré        | Nomination |      |
| 2014  | Robin des Bois | Spectacle musical préféré | Lauréat    |      |
| 2015  | M. Pokora      | Chanteur préféré          | Nomination |      |

## RTL
| Année | Travail nommé | Catégorie            | Résultat   | Réf. |
| ----- | ------------- | -------------------- | ---------- | ---- |
| 2019  | Pyramide      | Album RTL de l'année | Nomination |      |

## Olympia Awards
| Année | Travail nommé | Catégorie                  | Résultat   | Réf. |
| ----- | ------------- | -------------------------- | ---------- | ---- |
| 2019  | M. Pokora     | Artiste musical de l’année | Nomination |      |

## Purecharts Awards
| Année | Travail nommé  | Catégorie                               | Résultat   | Réf. |
| ----- | -------------- | --------------------------------------- | ---------- | ---- |
| 2023  | M. Pokora      | Artiste masculin francophone de l'année | Nomination |      |
| 2024  | Épicentre Tour | Concert de l'année                      | Nomination |      |